# Hadrococcus pultenaeae
Hadrococcus pultenaeae är en insektsart som beskrevs av Williams 1985. Hadrococcus pultenaeae ingår i släktet Hadrococcus och familjen ullsköldlöss. Inga underarter finns listade i Catalogue of Life.